# Warstwa graniczna (mechanika płynów)
Warstwa graniczna lub warstwa przyścienna – istotne pojęcie z zakresu mechaniki płynów i aerodynamiki.

## Idea warstwy granicznej
Warstwa graniczna stanowi zazwyczaj cienką warstewkę tuż przy ścianie (np. opływanej bryły, powierzchni zwilżonej kadłuba jednostki pływającej), stąd też w starszej polskiej literaturze określano ją terminem warstwa przyścienna. Płyn poruszający się poza warstwą graniczną, tj. zajmujący pozostałą część objętości, określany jest często jako „rdzeń”. W teorii warstwy granicznej rdzeń traktuje się jako płyn idealny, gdyż obraz jego przepływu różni się od obrazu przepływu płynu idealnego w tak niewielkim stopniu, że różnice te mogą być pominięte. Podejście takie uprościło znacznie matematyczne rozważania nad przepływami oraz ułatwiło prowadzenie obliczeń dla oddziaływań płynu na ciała w nim zanurzone.
Koncepcja warstwy granicznej sformułowana została przez Ludwiga Prandtla na początku XX wieku i przedstawiona publicznie 12 sierpnia 1904 roku na Międzynarodowym Kongresie Matematyków w Heidelbergu.

## Laminarna warstwa graniczna
Sformułowana przez Prandtla koncepcja dotyczyła warstwy granicznej w warunkach przepływu stacjonarnego. Uzyskał on równania opisujące ruch płynu w laminarnej warstwie granicznej (tzw. równania Prandtla) otrzymane jako uproszczenie równania Naviera-Stokesa stanowiącego fundamentalne równanie ruchu płynu lepkiego.

### Równania Prandtla
Przyjmując oś {\displaystyle x} prostokątnego układu współrzędnych równoległą do sztywnej ścianki ciała stałego, składową {\displaystyle x}-ową prędkości {\displaystyle u} równoległą do ścianki i zgodną z kierunkiem przepływu zasadniczego, natomiast oś {\displaystyle y} układu prostokątnego i {\displaystyle y}-ową składową prędkości {\displaystyle v} prostopadłe do ścianki, równania Prandtla przyjmują postać:
{\displaystyle {\frac {\partial u}{\partial x}}+{\frac {\partial v}{\partial y}}=0\qquad \qquad \qquad \qquad \qquad \quad (1)}
{\displaystyle \varrho \left(u\,{\frac {\partial u}{\partial x}}+v\,{\frac {\partial u}{\partial y}}\right)=-\,{\frac {\partial p}{\partial x}}+\mu \,{\frac {\partial ^{2}u}{\partial y^{2}}}\qquad (2)}
gdzie {\displaystyle p} jest ciśnieniem płynu, {\displaystyle \varrho } jest jego gęstością, a {\displaystyle \mu } – jego lepkością.
Ponadto, jeśli płyn jest nieściśliwy, wówczas:
{\displaystyle {\frac {\partial p}{\partial y}}=0\qquad \qquad \qquad \qquad \qquad \qquad \qquad (3)}
Ostatnie z powyższych równań oznacza, że ciśnienie płynu przyjmować można jako stałe w poprzek warstwy granicznej. Ponieważ ciśnienie nie zmienia się w kierunku prostopadłym do warstwy granicznej, jest ono zatem równe ciśnieniu w otoczeniu warstwy granicznej. Wyrażając ciśnienie w rdzeniu przy pomocy prędkości napływającego strumienia płynu {\displaystyle U} w oparciu o równanie Bernoulliego obowiązujące dla płynów idealnych, otrzymamy ostatecznie:
{\displaystyle u\,{\frac {\partial u}{\partial x}}+v\,{\frac {\partial u}{\partial y}}=U\,{\frac {dU}{dx}}+{\frac {\mu }{\varrho }}\,{\frac {\partial ^{2}u}{\partial y^{2}}}\qquad \qquad (4)}
Układ równań różniczkowych cząstkowych (1), (4) stanowi ostateczną postać równań Prandtla dla stacjonarnej, laminarnej warstwy granicznej.
Pomimo zastosowanych uproszczeń, równania Pandtla rozwiązać można jedynie w niezbyt licznych szczególnych przypadkach, w postaci tzw. rozwiązań samopodobnych. Przykładem jest klasyczne rozwiązanie Blasiusa, mające postać regularną i opisujące tzw. laminarną warstwę graniczną Blasiusa. W bardziej skomplikowanych przypadkach rozwiązania równań Prandtla mają w niektórych sytuacjach postać osobliwą, co odpowiada zjawisku oderwania warstwy granicznej.

## Turbulentna warstwa graniczna
Oderwania warstwy granicznej nie należy mylić z powstawaniem turbulencji. Oprócz laminarnej warstwy granicznej, będącej przedmiotem rozważań Prandtla i jego następców, spotyka się również turbulentną warstwę graniczną.
Korzystając z równań Reynoldsa, stanowiących alternatywę równania Naviera-Stokesa, uzyskać można równania Prandtla dla turbulentnej warstwy granicznej. Równania te zawierają uśrednione składowe prędkości przepływu oraz uśrednione ciśnienie, a ponadto średnią wartość z iloczynu fluktuacji składowych prędkości w kierunkach równoległym i prostopadłym do sztywnej ścianki. Ta ostatnia wielkość nie jest nigdy dana a priori i określa się ją w oparciu o jeden z alternatywnych modeli turbulencji przy pomocy uśrednionych składowych prędkości oraz ich pochodnych przestrzennych.
Turbulizacja warstwy granicznej następuje w wyniku utraty jej stateczności. Jako kryterium stateczności stosuje się zazwyczaj liczbę Reynoldsa Re, przy czym za wymiar charakterystyczny przyjmuje się grubość warstwy granicznej. Często turbulizacja warstwy granicznej jest wynikiem zwiększania jej grubości w kierunku przepływu zasadniczego, co powoduje przekroczenie krytycznej wartości Re.

## Zastosowania teorii warstwy granicznej
Zjawiska zachodzące w warstwie granicznej wpływają decydująco na wielkość hydrodynamicznego oporu ruchu zanurzonych brył (np. karoserii samochodowych, okrętów podwodnych etc.), a także na powstawanie siły nośnej na skrzydłach ptaków oraz samolotów. Dlatego też analiza zjawisk zachodzących w warstwie granicznej posiada fundamentalne znaczenie dla współczesnej techniki.
Zaproponowane przez Prandtla (1904) rozróżnienie przepływu płynu na dwa regiony – cienką warstwę tuż przy ścianie (np. rury) oraz pozostałą część objętości płynu (rdzeń) uprościło matematyczne rozważania nad przepływami oraz ułatwiło prowadzenie obliczeń dla oddziaływań płynu na ciała w nim zanurzone. Charakter przepływu w tej warstwie może być laminarny lub burzliwy (w tym przypadku rozróżnia się dwie podwarstwy: burzliwą oraz lepką). Przykładowa grubość warstewki przyściennej może wynosić, dla w pełni rozwiniętego przepływu burzliwego wody w rurze, od setnych części do kilku milimetrów. Grubość tej warstwy spada wraz ze wzrostem liczby Re.